# Такси 2
«Такси́ 2» (фр. Taxi 2) — французская комедия 2000 года, снятая режиссёром Жераром Кравчиком по сценарию Люка Бессона. «Такси 2» является продолжением фильма «Такси». Кассовые сборы в мировом прокате — $64.4 млн.

## Сюжет
Фильм начинается со зрелищной гонки. Раллийный экипаж Жана-Луи Шлессера и Анри Маня неожиданно обгоняет такси Peugeot 406 Даниэля. Он везёт беременную даму и её мужа в больницу и успевает, но роды всё равно происходят в машине. Даниэль должен успеть на обед к своей девушке Лили, чтобы познакомиться с её родителями. Тем временем в Марсель прилетает японский министр обороны, который должен подписать договор о продаже новейших французских военных технологий. Охрану и сопровождение министра осуществляет полиция во главе с комиссаром Жибером (который, конечно же, придумывает для этого спецоперацию под названием «Ниндзя»). Отец Лили, генерал Бертино, не успевает на встречу в аэропорту, и Даниэль предлагает подвезти его на своем такси. Так наш герой оказывается на праздничном фуршете, где сталкивается со своим старым другом Эмильеном.
Чтобы произвести впечатление на японского министра защищённостью новейшего французского автомобиля, комиссар Жибер предлагает ему поездку по городским улицам, в ходе которой инсценируется безуспешное нападение подставных террористов. По стечению обстоятельств управлять авто приходится Даниэлю. По пути кортежа на машину нападают настоящие якудза и похищают министра, а также возлюбленную Эмильена, Петру.
Даниэль подсказывает следователям, что машины якудза прибыли из порта. Однако затеянная Жибером засада проваливается — якудза уже покинули порт, а сам Жибер получает несколько переломов. Даниэль и Эмильен решают сами найти похищенных. Неожиданно к ним присоединяется японская оперативница Юли. Она объясняет, что консервативный лидер якудза хочет загипнотизировать министра и приказать ему убить президента Франции, чтобы передача Японии новых технологий не состоялась.
Воспользовавшись помощью генерала, который на военно-транспортном самолёте доставляет такси и сбрасывает его на парашюте в Париж, герои успевают на место вовремя. Эмильен угрожает бандитам пистолетом, но Юли и Петра используя приемы джиу-джитсу, обезоруживают их и спасают японского министра. Тут же выясняется, что всё это время в пистолете Эмильена не было патронов — Петра, боясь, что он ненароком поранится, тайком разрядила его оружие. Тем временем появляется подкрепление якудза, и друзьям приходится спасаться бегством. Начинается погоня по улицам Парижа. Даниэлю удается загнать «Lancer Evo» якудза в ловушку и доставить министра на официальную встречу с президентом Франции Жаком Шираком. В финале фильма такси участвует в торжественном параде. Это видят по телевизору Лили и загипсованный с ног до головы Жибер, который в отчаянии кричит: «Эмильен!»

## В ролях
| Актёр              | Роль                                                                               |
| ------------------ | ---------------------------------------------------------------------------------- |
| Сами Насери        | Даниэль Моралес (таксист)                                                          |
| Фредерик Дифенталь | Эмильен Кутан-Корбадек (инспектор полиции)                                         |
| Бернар Фарси       | комиссар Жерар Жибер                                                               |
| Эмма Сьоберг       | Петра (комиссар полиции и невеста Эмильена)                                        |
| Марион Котийяр     | Лили Бертино (невеста Даниэля)                                                     |
| Жан-Кристоф Буве   | дивизионный генерал Эдмонд Бертино (командующий южным военным округом и отец Лили) |
| Фредерик Тирмон    | жена генерала Бертино и мать Лили                                                  |
| Цую Симидзу        | Юли Цумото (стюардесса, телохранитель министра)                                    |
| Эдуар Монтут       | Ален Трезор (инспектор полиции)                                                    |
| Мишель Мюллер      | муж беременной женщины                                                             |
| Жак Ширак          | камео                                                                              |
| Лионель Жоспен     | камео                                                                              |
| Хирата Харухико    | министр обороны Японии                                                             |
| Ёси Оида           | Юке Цумото главарь якудза                                                          |
| Хиро Утияма        | гипнотизер                                                                         |
| Оночи Сейетцу      | гипнотизер                                                                         |
| Люк Бессон         | хозяин яхты (эпизод)                                                               |

## Саундтрек
- One Shot — Millenaire
- One Shot — Danse Dessus
- One Shot — Au Coin De Ma Rue
- One Shot — Lettre Ouverte
- Tairo — L’homme N’est Qu’un Apprenti
- One Shot — A La Conquete
- One Shot — Il Faudrait Que T’Arretes
- One Shot — Ballade Pour un Traitre
- One Shot — Mea Culpa
- JaLane — Laissez-Moi
- One Shot — Trop de Polemiques
- One Shot — Truc d’MC
- One Shot — Elles Dansent
- One Shot — Nos Legendes
- One Shot — Un Peu Moins de Mystere
- One Shot — Dancefloor Furie (feat. Freeman)
- Antique — Westoriental Trip

## Съёмки
При съёмках финальной сцены фильма погиб оператор Ален Дютартр. Этот эпизод произошёл 16 августа 1999 года, когда автомобиль Peugeot 406, перемещаясь по тоннелю на большой скорости, подпрыгивал и совершал длительный прыжок на кучу картонных коробок. Однако во время съёмок автомобиль пролетел дальше, чем предполагалось, и, перелетев заграждение, налетел на съёмочную группу. Находившийся там Дютартр получил повреждения головы, в результате чего скончался. Пострадал также ассистент Дютартра, которому неуправляемый автомобиль сломал обе ноги. По этому делу прошло несколько судебных процессов, в ходе которых обвинялись режиссёр Жерар Кравчик, продюсер Люк Бессон и руководитель каскадёрской группы Реми Жюльен. В 2007 году Жюльен был признан виновным в убийстве по неосторожности, и ему был вынесен приговор в виде 18 месяцев тюрьмы условно и выплаты штрафа в размере 13 000 евро. В 2009 году приговор Жюльену был смягчён, и срок лишения свободы сокращён до 6 месяцев тюрьмы условно, а размер штрафа был снижен до 2 000 евро. Он был обязан выплатить 60 тысяч евро родственникам. Также вину за гибель Дютартра суд возложил на кинокорпорацию EuropaCorp, обязав её выплатить 100 тысяч евро.
В съёмках участвовала машина модели Peugeot 406 белого цвета, собранная вручную на съёмочной площадке. Главным героям фильма противостоят члены якудзы, которые управляют тремя автомобилями Mitsubishi Lancer EVO VI.